# Scelta Civica
Scelta Civica (SC) è stato un partito politico italiano.
Fondato il 4 gennaio 2013 dal senatore a vita e Presidente del Consiglio uscente Mario Monti, si è dissolto nel luglio 2019.

## Storia

### L'Agenda Montie le elezioni politiche del 2013

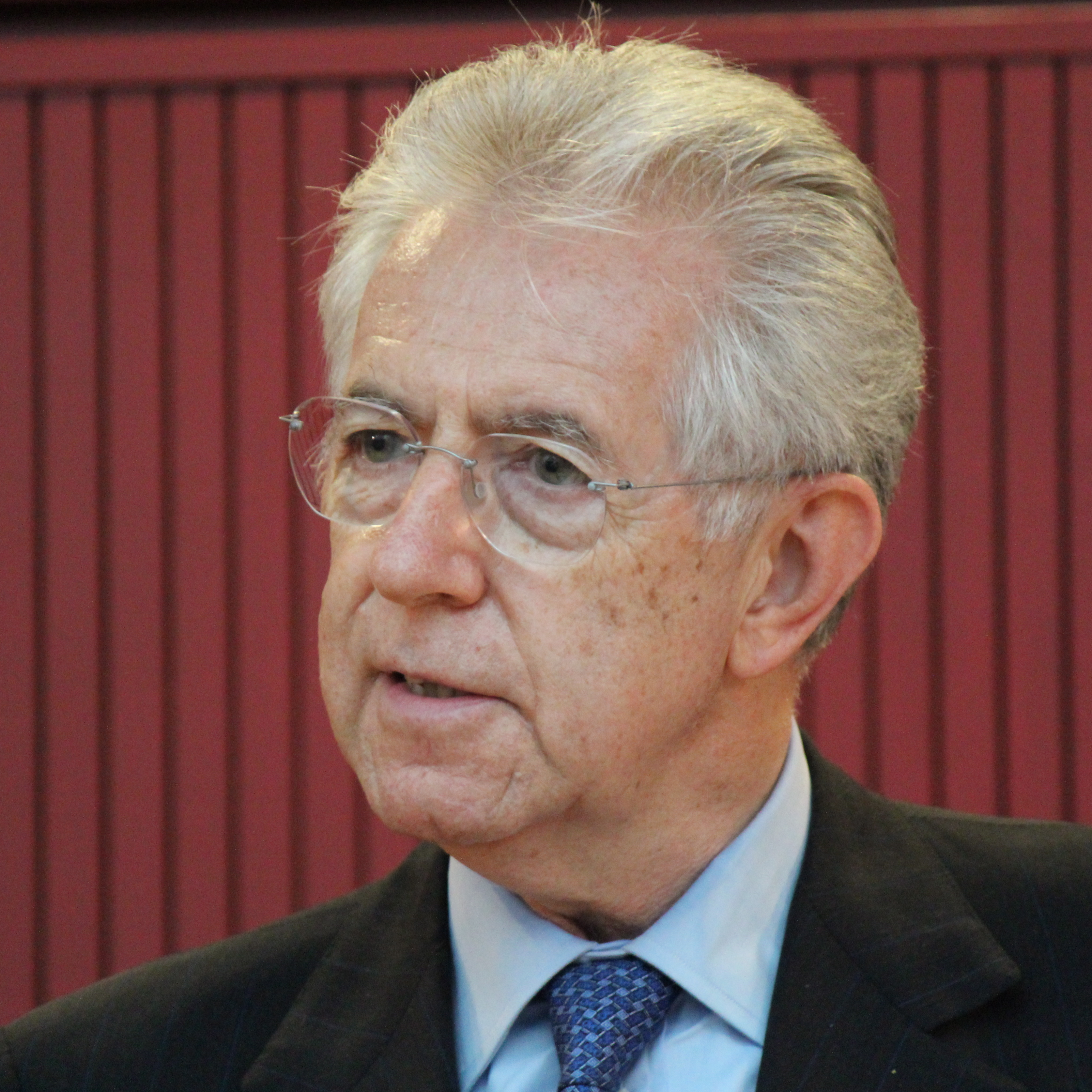
Mario Monti

In vista delle imminenti elezioni del 2013, il Presidente del Consiglio uscente Mario Monti decide di partecipare alla competizione elettorale svelando le sue strategie nel corso di un'affollata conferenza stampa all'Hotel Plaza di Roma il 4 gennaio.
Al progetto aderisce innanzitutto Luca Cordero di Montezemolo con la sua Italia Futura, seguito da Lorenzo Dellai dell'Unione per il Trentino e da autorevoli esponenti cattolici.
La ricerca di alleanze sfocia inoltre in una coalizione con l'Unione di Centro di Pier Ferdinando Casini e Futuro e Libertà per l'Italia di Gianfranco Fini.
Alla Camera dei deputati il simbolo ottiene 2 824 065 voti, equivalenti all'8,30%, mentre al Senato la lista unica Con Monti per l'Italia si attesta al 9,13% (2 797 486 voti).
All'inizio della XVII legislatura gli eletti della coalizione hanno costituito gruppi comuni in entrambi i rami del Parlamento denominati Scelta Civica per l'Italia.

### Il sostegno al governo Letta
Il 12 marzo 2013, su proposta di Monti, si è insediato il Comitato direttivo provvisorio, che come primo atto ha deliberato la nomina di Olivero come Coordinatore politico del partito.
Durante le consultazioni per la formazione del governo, Scelta Civica si dice pronta a sostenere un governo di larghe intese ed il partito voterà quindi la fiducia al governo Letta. All'interno dell'esecutivo la formazione dispone di due ministri, Mario Mauro alla Difesa ed Enzo Moavero Milanesi agli Affari europei; un viceministro, Carlo Calenda allo Sviluppo economico; due sottosegretari, Ilaria Borletti Buitoni ai Beni culturali e Mario Giro agli Affari esteri.
Nel mese successivo il partito inizia a strutturarsi: il 16 maggio l'Assemblea degli eletti elegge all'unanimità Mario Monti presidente di Scelta Civica.
Il 23 maggio l'Assemblea approva la proposta di struttura organizzativa: un Comitato di Presidenza e un articolato Coordinamento politico.

### La fine dell'alleanza con l'UdC e la scissione deipopolari
Nel giro di pochi mesi, a seguito del risultato elettorale al di sotto delle aspettative e a causa sia delle differenti prospettive politiche tra l'ala liberale del partito e quella cattolica e popolare, sia del rifiuto dell'UdC di confluire nel nuovo soggetto politico, il partito va in crisi.
Il 17 ottobre 2013 Mario Monti rassegna le dimissioni da presidente di Scelta Civica proprio per via di dissidi interni al partito e il 15 novembre 2013 il suo successore pro tempore Alberto Bombassei decide di porre fine all'alleanza con l'UdC. Lo stesso giorno Mario Mauro lascia il partito. Le due componenti, però, continuano a fare gruppo unico alla Camera e al Senato.
Il 16 novembre 2013 sono eletti dall'Assemblea nazionale i nuovi vertici all'unanimità: Alberto Bombassei come presidente effettivo, Renato Balduzzi vicepresidente vicario, Ilaria Borletti Buitoni vicepresidente e Stefania Giannini come segretario. L'Assemblea conferma come punto di riferimento per la sua azione politica e programmatica Mario Monti.
Il 10 dicembre 2013 avviene formalmente la scissione di alcuni parlamentari: alla Camera fuoriescono dal gruppo Lorenzo Dellai, Federico Fauttilli, Fucsia Nissoli, Gian Luigi Gigli, Gregorio Gitti, Mario Marazziti, Gaetano Piepoli, Domenico Rossi, Milena Santerini, Mario Sberna, Gea Schirò Planeta, insieme agli altri eletti nelle liste dell'UDC, e confluiscono nel nuovo gruppo Per l'Italia; al Senato invece viene creato un nuovo gruppo parlamentare, chiamato Scelta Civica con Monti per l'Italia, a cui aderiscono Gianluca Susta, Alessandro Maran, Stefania Giannini, Gianpiero Dalla Zuanna, Benedetto Della Vedova, Pietro Ichino, Linda Lanzillotta e Mario Monti, mentre gli scissionisti lanciano, il 28 gennaio 2014, un nuovo partito chiamato Popolari per l'Italia.

### Il sostegno al governo Renzi
Scelta Civica sostiene sin dalla nascita il governo Renzi, avendo auspicato per primo le dimissioni di Enrico Letta tramite il capogruppo alla Camera Andrea Romano.
All'interno del nuovo esecutivo il partito annovera: un ministro, la coordinatrice e senatrice Stefania Giannini al Ministero dell'Istruzione, dell'Università e della Ricerca; un viceministro, Carlo Calenda confermato al Ministero dello sviluppo economico; tre sottosegretari, il senatore Benedetto Della Vedova agli Affari Esteri, il deputato Enrico Zanetti all'Economia e Finanze e la deputata Ilaria Borletti Buitoni riconfermata ai Beni e Attività Culturali e Turismo.
Il 10 aprile 2014 Alberto Bombassei si dimette tuttavia dalla sua carica, parlando di «aspirazioni personali» e di sudditanza del partito al governo Renzi, sostenendo che la «responsabilità istituzionale all'interno dell'esecutivo Renzi dovesse ricadere su un ministero di natura economica, come quello dello Sviluppo Economico o quello del Lavoro».

### Scelta Europea con Guy Verhofstadt
In vista delle elezioni europee del 2014 il partito, unitamente a Centro Democratico, Fare per Fermare il Declino e altri movimenti liberal-democratici, costituisce una lista elettorale unica, detta Scelta Europea, a sostegno del capogruppo dell'ALDE al Parlamento europeo, Guy Verhofstadt, alla carica di Presidente della Commissione europea. Tale scelta provoca le dimissioni di Andrea Causin dal ruolo di Responsabile organizzativo, carica che sarà poi assunta da Mariano Rabino.
La lista, che candidava la segretaria Giannini come capolista della circoscrizione centro ed il capogruppo al Senato Susta come capolista nel nord-ovest, ottiene solo 196.157 voti e lo 0,71%, dato insufficiente per il superamento della soglia di sbarramento fissata al 4%.
Alle contestuali elezioni regionali il partito aderisce alla coalizione di centro-sinistra: alle elezioni regionali del Piemonte sostiene Sergio Chiamparino ed elegge un consigliere regionale; in Abruzzo sostiene Luciano D'Alfonso e ottiene un consigliere regionale presentatosi nella lista denominata Abruzzo Civico.
Nel novembre 2014 si sono svolte le regionali emiliane del 2014 e Scelta Civica ha dato sostegno alla lista Emilia Romagna Civica, formata per altro dal PSI e dai Verdi. Tale lista con l'1,5% non è riuscita ad ottenere seggi in Consiglio Regionale.

### Verso il primo congresso
A seguito dell'insuccesso della lista Scelta Europea, Stefania Giannini si dimette dalla carica di Segretario nell'Assemblea nazionale di partito del 26 maggio, a cui seguono le dimissioni del capogruppo alla Camera Romano e del capogruppo al Senato Susta. La successiva assemblea del 4 giugno respinge le dimissioni della Giannini, che però vengono confermate; viene eletto Presidente reggente il deputato Renato Balduzzi, che avvia il percorso che porta a proclamare il primo Congresso nazionale per il 31 gennaio 2015 - adunanza successivamente posticipata all'8 febbraio a causa delle concomitanti elezioni del presidente della Repubblica. Presentano, inizialmente, candidature per la segreteria i deputati Enrico Zanetti e Irene Tinagli; quest'ultima, però, a inizio dicembre 2014 ritira la candidatura, in polemica con i meccanismi di tesseramento del partito.
Tra i gruppi parlamentari, nel settembre 2014 Balduzzi lascia la reggenza del partito e lo scranno da deputato, in quanto eletto membro laico del Consiglio superiore della magistratura, ed al suo posto entra alla Camera il piemontese Giovanni Falcone; inoltre, nei mesi precedenti il congresso, continua l'abbandono del partito da parte di numerosi esponenti: nell'autunno lasciano i deputati Andrea Romano, che aderisce al Partito Democratico, ed Andrea Causin, che aderisce al gruppo Area Popolare, mentre il 6 febbraio 2015, due giorni prima il primo congresso nazionale, i senatori Susta, Maran, Ichino, Lanzillotta e Giannini, i deputati Borletti Buitoni e Tinagli, e il viceministro Calenda annunciano la fuoriuscita dal partito e l'adesione al gruppo parlamentare del Partito Democratico. La fuoriuscita dei cinque senatori provoca lo scioglimento del gruppo parlamentare al Senato. Mario Monti aderisce al gruppo misto.

### La segreteria Zanetti (2015-2017)

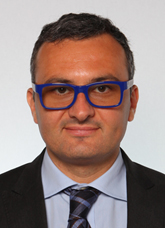
Enrico Zanetti, dirigente del partito dal 2015 al 2017

L'8 febbraio 2015 si celebra il primo Congresso Nazionale del partito, dove vengono presentate tre mozioni: una di Luciana Cazzaniga, una del senatore e sottosegretario Benedetto Della Vedova, che tuttavia la ritirerà prima della votazione annunciando l'abbandono del partito, e una del deputato e sottosegretario, nonché unico candidato alla segreteria, Enrico Zanetti. Viene infine eletto segretario nazionale Enrico Zanetti, la cui mozione viene approvata con circa il 94% delle preferenze. Tra le linee stabilite nella mozione Zanetti vi sono la riorganizzazione del partito e il consolidamento della base associativa.
Nel marzo 2015 due deputati ex Movimento 5 Stelle, Paola Pinna e Ivan Catalano, aderiscono al gruppo parlamentare di Scelta Civica. Rispetto alla deputata della Sardegna, Ivan Catalano non ha aderito al partito di Scelta Civica, ma solo al gruppo parlamentare.
Il 18 aprile 2015 nasce ufficialmente il movimento giovanile del partito: Primavera Civica.
Alle regionali del 2015, il partito in Campania decide di sostenere il candidato democratico Vincenzo De Luca e riesce a far eleggere uno dei propri candidati all'interno della lista comune con il Centro Democratico che ha ottenuto il 2,8%; nelle Marche il partito appoggia il candidato del centro-sinistra Luca Ceriscioli e presenta un proprio candidato consigliere all'interno di una lista unitaria composta assieme a Verdi, IdV, PSI e alcuni esponenti di liste civiche locali; in Veneto, a sostegno della candidata del centro-sinistra Alessandra Moretti, presenta una propria lista denominata Veneto Civico con cui riesce a portare in consiglio regionale una candidata indipendente dopo aver ottenuto l'1,5%; in Umbria decide invece di sostenere il candidato del centro-destra Ricci e crea una propria lista (Cambiare in Umbria) che ottiene il 2,7% ma nessun seggio; mentre in Puglia presenta alcuni suoi membri nella lista Emiliano per la Puglia (che col 4,1% riesce ad eleggere tre consiglieri), lista civica in appoggio al candidato del centrosinistra Michele Emiliano. Alle elezioni amministrative a Venezia appoggia, invece, assieme a una lista civica e a Fratelli d'Italia, la candidatura a sindaco dell'ex leghista Francesca Zaccariotto.
Durante la Direzione nazionale del partito dell'11 luglio 2015 è stata nominata la nuova presidenza del partito: Salvatore Matarrese è stato eletto presidente nazionale, Angelo Antonio D'Agostino vicepresidente vicario e Valentina Vezzali vicepresidente. Nella stessa occasione la direzione ha dato mandato al Segretario nazionale di elaborare e presentare una nuova iniziativa politica per le elezioni amministrative 2016, volta ad aprire, attraverso un simbolo ed una nuova denominazione, un processo costituente finalizzato alla costruzione di un movimento civico nazionale.
In luglio Luciano Cimmino si dimette da deputato e gli subentra Giovanni Palladino; Giovanni Falcone lascia Scelta Civica e aderisce al PD; Paolo Vitelli si dimette e chi gli subentra, Maurizio Baradello, aderisce al gruppo Democrazia Solidale - Centro Democratico.
Il 27 gennaio 2016 Matteo Renzi vara il primo rimpasto del suo governo: Zanetti è promosso vice ministro, sempre del Ministero dell'economia e delle finanze, e Antimo Cesaro è nominato sottosegretario ai Beni culturali. A seguito del rimpasto, lasciano il partito Paola Pinna, che aderisce al PD, e Stefano Quintarelli e Ivan Catalano, che passano al Gruppo misto.
Già in occasione delle elezioni amministrative di giugno 2016 il partito, su iniziativa del segretario Zanetti, si presenta, all'interno della coalizione di centro-sinistra, nelle maggiori città chiamate al voto (tra cui Bologna, Varese,  Napoli, Benevento, Cosenza, Cagliari, Olbia) con le liste "Cittadini per l'Italia", riscuotendo pessimi risultati.

### L'alleanza con ALA e la scissione forzata diCivici e Innovatori
Ad inizio luglio 2016, dopo numerosi indiscrezioni circa la fusione di Alleanza Liberalpopolare-Autonomie,  il gruppo di parlamentari capeggiati da Denis Verdini che hanno abbandonato Forza Italia per entrare in maggioranza, con Scelta Civica, è lo stesso segretario Enrico Zanetti a confermare tale decisione.
Il 14 luglio 2016 alla Camera dei deputati la maggioranza del gruppo di Scelta Civica per l'Italia, quindici deputati su venti, si dice contraria alla proposta di accorpamento con ALA, pur rimanendo nel gruppo di Scelta Civica per l'Italia.
Contestualmente Enrico Zanetti e altri quattro deputati di Scelta Civica, Giulio Cesare Sottanelli, Angelo Antonio D'Agostino, Valentina Vezzali e Mariano Rabino, passano al Gruppo misto.
In seno a questa decisione della segreteria nasce una controversia che coinvolge Mario Monti, titolare del logo e del nome di Scelta Civica. I cinque fuoriusciti dal gruppo per formare l'alleanza con ALA rivendicano per loro il marchio di Scelta Civica, ma Monti pone il veto, preferendo che siano i quindici contrari all'alleanza a mantenere il simbolo del partito. L'Ufficio di Presidenza della Camera di Laura Boldrini decide però di conferire il titolo di Scelta Civica a Zanetti per la formazione del nuovo gruppo.
Il 14 ottobre 2016 viene fondato alla Camera dei deputati il nuovo gruppo "Scelta Civica verso Cittadini per l'Italia - MAIE", sancendo quindi la fusione tra ALA e Scelta Civica; del gruppo fanno parte 16 deputati: cinque di Scelta Civica, Zanetti, Sottanelli, D'Agostino, Vezzali e Rabino, otto di ALA, Massimo Parisi, Giuseppe Galati, Monica Faenzi, Giovanni Mottola, Ignazio Abrignani, Giorgio Lainati, Francesco Saverio Romano e Luca D'Alessandro, due del MAIE, Ricardo Antonio Merlo e Mario Borghese, e un deputato indipendente ex Fare!, Marco Marcolin.
Contestualmente il gruppo di 15 deputati ex Scelta Civica rimasti forzatamente senza simbolo o partito viene rinominato gruppo Civici e Innovatori.
In occasione del referendum costituzionale del 2016 Scelta Civica sostiene il SI. Mario Monti, invece, afferma di sostenere il NO.
Il 7 dicembre 2016 i gruppi parlamentare della Camera dei deputati e del Senato della Repubblica mutano i propri nomi in "ALA - Scelta Civica per la Costituente Liberale e Popolare".

### L'esclusione dal governo Gentiloni e il passaggio all'opposizione
In seguito alle dimissioni del Governo Renzi, nella lista dei ministri del Governo Gentiloni non compare nessun esponente di SC-ALA e per tale motivo Zanetti non accetta la conferma a viceministro e i due partiti passano all'opposizione.

### Le elezioni comunali e regionali del 2017
Scelta Civica, come nel 2016, si è presentata in vista delle amministrative non ha presentato il suo simbolo e ha creato in molti comuni le liste di Cittadini per l'Italia. I risultati ottenuti nelle città più importanti sono: il 3,1% ad Oristano, l'1,3% a Cuneo, lo 0.75% a Varese e lo 0,5% a Pistoia. In occasione delle Regionali siciliane di novembre Scelta Civica presenta due proprie candidate, Rosa Baiamonte a Catania e Maria Grimaudo a Trapani, all'interno della lista di Forza Italia a sostegno del candidato governatore Nello Musumeci. Le due donne tuttavia ottengono rispettivamente solo 84 e 363 preferenze, risultando entrambe ultime all'interno delle proprie liste per circoscrizione.

### Le elezioni politiche del 2018
Nel novembre del 2017, con un voto a larga maggioranza della Direzione nazionale, Scelta Civica decide, in vista delle successive elezioni politiche del 2018, di partecipare alla coalizione di centro-destra, all'interno della quale punterà a costituire una lista centrista ed europeista. A seguito di tale decisione, i deputati Auci, Vezzali e D'Agostino, ritenendo la scelta di collocarsi nel centrodestra frettolosa e voluta solo dalla metà del gruppo dirigente, lasciano il partito.
Il 19 dicembre 2017 Scelta Civica aderisce alla formazione centrista di Noi con l'Italia, con cui prende parte alle elezioni politiche, non riuscendo però ad eleggere alcun parlamentare.

### Lo scioglimento
A seguito dell'insuccesso elettorale, il partito si scioglie; nel luglio 2019, Scelta Civica è cancellata dal registro dei partiti politici ammessi al finanziamento pubblico del 2×1000.

## Ideologia
La formazione ha i propri riferimenti ideali nel liberalismo, mentre in politica estera adotta delle precise posizioni europeiste.

### L'Agenda Monti
In occasione della fondazione del partito e delle elezioni politiche del 2013, è stata la cosiddetta Agenda Monti a costituire il manifesto di Scelta Civica:
- in ambito economico italiano ed europeo, l'Agenda fa riferimento all'economia sociale di mercato e prevede il rispetto del Fiscal Compact, del pareggio di bilancio per l'Italia, la riduzione del debito pubblico e la dismissione di patrimonio pubblico funzionale a tale riduzione, un programma di revisione della spesa e del sistema tributario e fiscale, l'approvazione di nuove ulteriori liberalizzazioni nei mercati di beni e servizi;
- per quel che riguarda la pubblica amministrazione, l'Agenda Monti propone di introdurre una legislazione simile al Freedom of Information Act in vigore nei paesi anglosassoni, nonché una riforma della legislazione su falso in bilancio e prescrizione;
- nel campo dell'istruzione, il manifesto prevede di introdurre e potenziare i sistemi di valutazione dei docenti e dell'insegnamento (ad es. l'Invalsi) nonché della ricerca universitaria;
- l'Agenda Monti inoltre propone sinergie pubblico-privato nell'ambito della gestione e della tutela del patrimonio culturale, forme di sostegno pubblico nazionale ed europeo ai settori dell'agricoltura in crisi, lo sviluppo di un'economia ecosostenibile, una riforma del Titolo V della Costituzione che riassegni allo stato centrale la potestà legislativa esclusiva sul settore energetico, l'approvazione di un piano energetico nazionale, l'introduzione in Italia dell'istituto del dibattito pubblico.

## Scissioni
- 28 gennaio 2014 – Popolari per l'Italia, formazione cristiano-democratica che ha deciso di assecondare i valori del Partito Popolare Europeo e che a sua volta, il 1º luglio 2014, subisce un'ulteriore scissione, quella di Democrazia Solidale, soggetto che intende restare stabilmente nel centro-sinistra.
- 6 febbraio 2015 – Alcuni parlamentari, tra cui il ministro Stefania Giannini, affermano di ritenere concluso l'originario progetto montiano e aderiscono al Partito Democratico.
- 14 luglio 2016 – il segretario e vice ministro Enrico Zanetti, insieme a Mariano Rabino, Giulio Cesare Sottanelli e Angelo Antonio D'Agostino, lascia il gruppo Scelta Civica alla Camera portandosi dietro simbolo e insieme ai 10 deputati di ALA di Denis Verdini e un deputato di Fare! fonda il polo liberale "Scelta Civica verso Cittadini per l'Italia".[30]
- 12 ottobre 2016 – L'ufficio di Presidenza della Camera, nonostante il veto di Mario Monti titolare del marchio Scelta Civica, delibera di togliere il nome Scelta Civica[40] ai quindici deputati del gruppo originario e di concedere l'uso del nome ai quattro fuoriusciti guidati dal segretario Zanetti che fondano così il gruppo "Scelta Civica verso Cittadini per l'Italia - MAIE" assieme ai deputati di ALA di Denis Verdini e del MAIE mentre il vecchio gruppo Scelta civica prende il nome di Civici e Innovatori.

## Struttura
I principali organi nazionali sono:
- l'Assemblea nazionale, quale organo d'indirizzo politico-programmatico;
- la Direzione nazionale, quale organo di esecuzione delle linee politiche programmatiche decise nel Congresso nazionale e dall'Assemblea nazionale;
- il Comitato di presidenza, quale organo esecutivo del partito, guidato e convocato dal Presidente e composto dal Coordinatore politico, dai vicepresidenti, dai capogruppo parlamentari e da quattro a dieci eletti dall'Assemblea Nazionale;
- il Collegio dei Revisori dei Conti;
- il Collegio nazionale dei Probiviri;
- il Congresso nazionale, convocato ogni tre anni dall'Assemblea e a cui vi partecipano i delegati eletti nei congressi provinciali.

### Presidente
- Andrea Riccardi (4 gennaio 2013 – 16 marzo 2013)[41]
- Mario Monti (16 marzo 2013 – 17 ottobre 2013)
- Alberto Bombassei (17 ottobre 2013 – 16 novembre 2013, pro tempore; effettivo dal 16 novembre 2013[18] al 10 aprile 2014[42])
- Renato Balduzzi (3 luglio 2014 – 26 settembre 2014, reggente)
- Salvatore Matarrese (11 luglio 2015 – 14 luglio 2016)
- Mariano Rabino (7 aprile 2017 – 19 dicembre 2017)

### Vicepresidenti
- Andrea Riccardi (16 marzo 2013 – 23 maggio 2013, vicario)
- Carlo Calenda (16 marzo 2013 – 23 maggio 2013)
- Ilaria Capua (16 marzo 2013 – 23 maggio 2013)
- Alberto Bombassei (23 maggio 2013 – 16 novembre 2013, vicario)
- Luciano Cimmino (23 maggio 2013 – 16 novembre 2013).
- Milena Santerini (23 maggio 2013 – 16 novembre 2013).
- Maria Paola Merloni (23 maggio 2013 – 22 ottobre 2013).
- Renato Balduzzi (16 novembre 2013 – 3 luglio 2014, vicario)[18].
- Ilaria Borletti Buitoni (16 novembre 2013[18] – 6 febbraio 2015)
- Angelo Antonio D'Agostino (11 luglio 2015 – 30 novembre 2017, vicario)
- Valentina Vezzali (11 luglio 2015 – 30 novembre 2017)

### Coordinatore politico/Segretario nazionale
- Andrea Olivero (12 marzo 2013 – 1º agosto 2013)
- Comitato di presidenza (1º agosto 2013 – 16 novembre 2013)
- Stefania Giannini (16 novembre 2013[18] – 4 giugno 2014)
- Enrico Zanetti (8 febbraio 2015 – 19 dicembre 2017)

### Vicesegretario nazionale
- Mariano Rabino (8 febbraio 2015 – 7 aprile 2017)

### Comitato di Presidenza/Segreteria nazionale
Il Comitato di Presidenza è l'organo esecutivo di Scelta Civica. È composto dal Presidente, dal Coordinatore politico/Segretario nazionale, dal/dai Vice presidenti/e, dai Capigruppo parlamentari e dai componenti eletti dall'assemblea, in un numero da un minimo di quattro ad un massimo di dieci, tutti aventi diritto di voto. Partecipa al Comitato di Presidenza anche il Responsabile finanziario.
La sua composizione è stata formalizzata durante il I Congresso nazionale dell'8 febbraio 2015:
Membri di diritto
- Coordinatore politico/Segretario: Enrico Zanetti
- Capogruppo alla Camera dei deputati: Giovanni Monchiero (luglio 2015 - 14 luglio 2016)
- Vice capogruppo alla Camera dei deputati: Antimo Cesaro (2013 - 14 luglio 2016)
- Responsabile organizzativo: Mariano Rabino
- Responsabile finanziario: Gianfranco Librandi (2013 - 14 luglio 2016)

Membri elettivi
- Adriana Galgano (2013 - 14 luglio 2016)
- Gianmarco Gabrieli
- Vincenzo Laudiero
- Settimo Minnella
- Giovanna Marchese
- Andrea Catizone
- Fabio Montesano
- Gaetano Fierro

Direzione nazionale
La Direzione nazionale è composta dal Comitato di Presidenza e da 35 (trentacinque) componenti eletti dall'Assemblea nazionale, aventi diritto di voto, di cui almeno cinque Segretari regionali.
La sua composizione è stata formalizzata durante il I Congresso nazionale dell'8 febbraio 2015.
Membri elettivi
Paolo Ardito, Corrado Bonadeo, Stefano Dambruoso, Alberto Toldo, Riccardo Scattaretico, Antimo Cesaro, Giovanni Palladino, Bruno Molea, Roberto Orlandi, Blandina Cioffi, Riccardo Losi, Marco Speranza, Michele Ricciardi, Denis Sansuini, Giulio Cesare Sottanelli, Michele Scasserra, Pietro D'Addato, Nicola Didonna, Ettore Artioli, Roberta Oliaro, Tiziano Cucinella, Sergio Nucci, Daniele Mureddu, Roberto Biolchini, Luciana Cazzaniga, Mariangela Fogliardi, Maurizio Antoniazzi, Marco Cellai, Donato Valente, Marco Saporiti

### Presidenti dei gruppi parlamentari

#### Camera dei deputati
- Lorenzo Dellai (19 marzo 2013 – 9 dicembre 2013)
- Andrea Romano (10 dicembre 2013 – 4 giugno 2014)
- Andrea Mazziotti di Celso (16 luglio 2014 – 23 settembre 2015)
- Giovanni Monchiero (23 settembre 2015 – 13 ottobre 2016 come "Scelta Civica per l'Italia"; resta comunque presidente del gruppo che diventa Civici e Innovatori)
- Giulio Cesare Sottanelli (13 ottobre 2016 – 9 novembre 2016)
- Francesco Saverio Romano (14 novembre 2016 – 22 marzo 2018)

#### Senato della Repubblica
- Mario Mauro (19 marzo 2013 – 8 maggio 2013)
- Gianluca Susta (8 maggio 2013 – 24 ottobre 2013)
- Lucio Romano (6 novembre 2013 – 9 dicembre 2013)
- Gianluca Susta (10 dicembre 2013 – 6 febbraio 2015)

### Coordinatori regionali
- Valle d'Aosta: Paolo Ardito
- Piemonte: Marco Cavaletto, Flavia Fontano
- Lombardia: Emanuela Baio (2013), Vittorio Rizzi (2014), Roberto Biolchini (2015)
- Veneto: Alberto Toldo
- Trentino-Alto Adige: Andrea Casolari
- Friuli-Venezia Giulia: Gianni Ramponi
- Liguria: Enrico Cimaschi
- Emilia-Romagna: Giuliano Cazzola (2013)
- Toscana: Lucia Livatino
- Umbria: Elia Giovanni Orsini
- Marche: Maurizio Benvenuto
- Lazio: Riccardo Losi
- Abruzzo: Sergio Della Rocca
- Molise: (da definire)
- Campania: Giovanni Palladino
- Basilicata: Domenico Branzino
- Puglia: Erio Fumai
- Calabria: Katia Stancato
- Sicilia: Ettore Artioli
- Sardegna: Antonio Grizzuti

## Soggetti aderenti
- Cittadini per l'Italia (rete civica nazionale in riferimento a Scelta Civica)

## Nelle istituzioni

### Camera dei deputati
Gruppo "ALA - Scelta Civica per la Costituente Liberale e Popolare - MAIE"
| XVII legislatura |
| ---------------- |
| 3 deputati       |

## Congressi nazionali
Di seguito l'elenco dei congressi svoltisi nel corso degli anni, con luogo e data:
- I Congresso Nazionale - Roma, 8 febbraio 2015

## Iscritti
- 2015 - 3 600

## Risultati elettorali
| Elezione       | Elezione     | Voti                               | %                                  | Seggi |
| -------------- | ------------ | ---------------------------------- | ---------------------------------- | ----- |
| Politiche 2013 | Camera       | 2.824.065                          | 8,30                               | 37    |
| Politiche 2013 | Senato       | Nella lista Con Monti per l'Italia | Nella lista Con Monti per l'Italia | 14    |
| Europee 2014   | Europee 2014 | In Scelta Europea                  | In Scelta Europea                  | -     |
| Politiche 2018 | Camera       | In Noi con L'Italia-UDC            | In Noi con L'Italia-UDC            | -     |
| Politiche 2018 | Senato       | In Noi con L'Italia-UDC            | In Noi con L'Italia-UDC            | -     |

## Simboli

Logo di Scelta Civica
Logo della lista elettorale Con Monti per l'Italia